# NGC 4024
NGC 4024 (również PGC 37690) – galaktyka eliptyczna (E/SB0), znajdująca się w gwiazdozbiorze Kruka. Została odkryta 7 lutego 1785 roku przez Williama Herschela.
NGC 4024 należy do grupy galaktyk NGC 4038.